# Hans Pauli Strøm
Hans Pauli Torkilssonur Strøm (* 28. Dezember 1947 in Vágur, Färöer) ist ein färöischer Politiker des sozialdemokratischen Javnaðarflokkurin. 2004–2009 war er Sozial- und Gesundheitsminister der Landesregierung der Färöer.
Hans Pauli Strøm ist der Sohn von Herborg und Torkil Strøm aus Vágur. Verheiratet ist er mit Gyðja Hjalmarsdóttir Didriksen, mit der er die drei Kinder Marin, Herborg Silja und Ingilín hat. Die Familie lebt in Vestmanna. 
Strøm ist studierter Soziologe und war ab 1988 Abteilungsleiter beim Statistischen Landesamt der Färöer (Hagstova Føroya). 1994 bis 1996 war er Mitglied des Landesschulrates, davon anderthalb Jahre als Vorsitzender. 
Dem Løgting gehörte er 1998 bis 2002 und erneut von Juli 2009 bis November 2011 an.
Vom 4. Februar 2004 bis 16. September 2008 war er Sozial- und Gesundheitsminister in der Regierung Jóannes Eidesgaard, und danach bis 14. Juli 2009 Gesundheitsminister in der Regierung Kaj Leo Johannesen.